# Outsider (album Three Days Grace)
Outsider – szósty album studyjny kanadyjskiej grupy rockowej Three Days Grace wydany w marcu 2018.

## Spis utworów
Opracowano na podstawie materiału źródłowego.
1. Right Left Wrong
2. The Mountain
3. I Am An Outsider
4. Infra-Red
5. Nothing to Lose but You
6. Me Against You
7. Love Me or Leave Me
8. Strange Days
9. Villain I'm Not
10. Chasing the First Time
11. The New Real
12. The Abyss